# ليلي حسن
ليلي حسن (بالإنجليزية: Laila Hasan)‏ هي ممثلة باكستانية وبنغلاديشي (وحمل سابقاً جنسية الراج البريطاني)، ولدت في 1946. من الجوائز التي نالتها الجائزة الحادية والعشرون ‏.

## جوائز
- الجائزة الحادية والعشرون [الإنجليزية]‏